# Brandus et Cie
Brandus et Cie est une maison française d'édition musicale fondée le 14 janvier 1846 à Paris par Louis Brandus et Ernest Deschamps d'Hannecourt. La maison jouissait d'une belle réputation et constituait l'une des premières maisons d'édition musicale française. Cette réputation était basée par l'importance et la qualité des œuvres constituant le fonds, le réseau de diffusion et un système d'abonnement, le soutien de sa revue, une promotion dynamique auprès des directeurs de théâtre ou de salles de concerts, et le recours aux techniques nouvelles d'impression permettant d'obtenir des publications à prix compétitifs.
Néanmoins l'entreprise de forme société en commandite a été dissoute et a changé de nom plusieurs fois en raison de difficulté financière en raison du poids de sa dette héritée des activités de Maurice Schlesinger; elle était gérée en particulier par les frères Louis Brandus (1816-1887) et Gemmy Brandus (1823-1873), d'origine allemande, naturalisés français, et Sélim Dufour.
La maison disposait d'un important catalogue de compositeurs français, allemands et italiens, notamment avec les œuvres de Giacomo Meyerbeer qui était ami avec les deux frères. Elle aura publié plus de 13 000 ouvrages musicaux en quarante ans d'existence. On notera entre autres parmi les compositeurs lyriques publiés Gioachino Rossini, Vincenzo Bellini, Gaetano Donizetti, Hector Berlioz, Daniel-François-Esprit Auber, Adolphe Adam, Fromental Halévy, Ambroise Thomas, Jacques Offenbach et Charles Lecocq ; et parmi les compositeurs de musique instrumentale : Frederic Chopin,, Franz Liszt, Felix Mendelssohn, Hummel, Charles-Valentin Alkan, Henri Herz et Henri Vieuxtemps.
La maison d'édition musicale était située à Paris aux adresses suivantes :
- 87 rue de Richelieu (de 1846 à 1849)
- 97 rue de Richelieu (de 1849 à 1851)
- 103 rue de Richelieu (de 1851 à 1887)

## Histoire

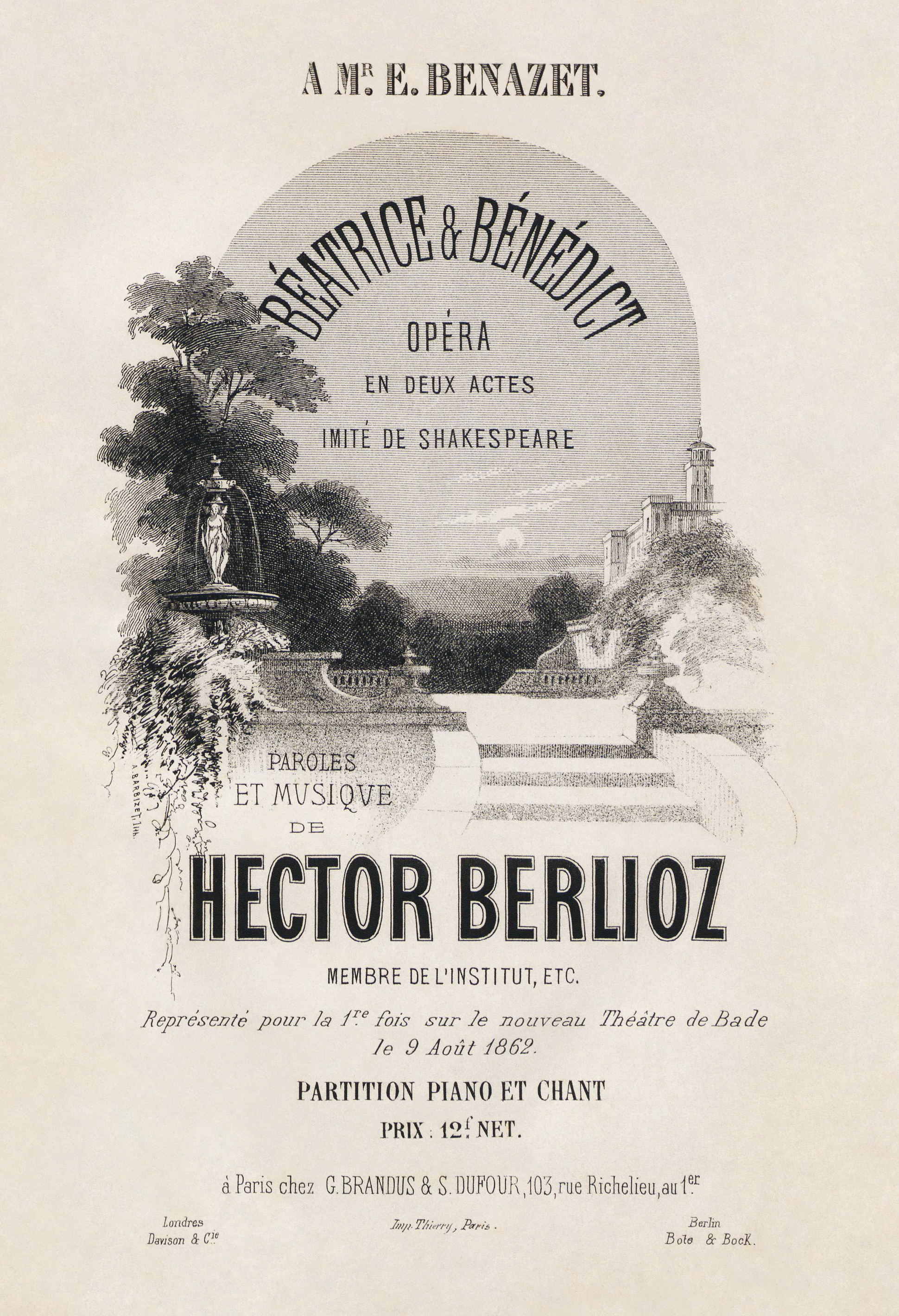
Réduction pour piano et voix de l'opéra Béatrice et Bénédict d'Hector Berlioz.

En 1846, l’éditeur Maurice Schlesinger se retire des affaires en France et cède son fonds et la revue, Revue et gazette musicale de Paris, à son premier commis, Louis Brandus (1816-1887), qui créera avec Ernest Deschamps d'Hannecourt la maison Brandus et Cie. 
Le 1er octobre 1850, Ernest Deschamps d'Hannecourt se retire de la société et son jeune frère Samuel, dit Gemmy, Brandus devient un associé. Le fonds de l’éditeur Eugène-Théodore Troupenas (1798–1850), constituant un riche catalogue de compositeurs français, allemands et italiens, est acquis et augmente le fonds existant.
Ils continuent à éditer la Revue et Gazette Musicale de Paris.
Le 18 juillet 1852, la maison fonde une succursale à Saint-Pétersbourg dirigée par Selim-François Dufour (1799–1872), qui sera dissoute en 1855.
En 1854, Selim-François Dufour sauve la maison d'édition de la faillite et devient associé. Louis Brandus est débarqué et passe la main à son fils et à ses associés. La maison prend alors le nom de G. Brandus, Dufour & Cie. Puis le 16 février 1858, les actionnaires décident sa dissolution; le magasin de détail parisien, le fonds de Saint-Pétersbourg et une partie des œuvres sont vendus; le reste du fonds est repris dans une société de nom commun qui prend pour nom G. Brandus & S. Dufour. L'entreprise se spécialise dans la publication d'opérette à succès mais reste handicapée par le poids de la dette. Après 10 années, le magasin parisien de détail du 103 rue de Richelieu est racheté.
En dépit des difficultés, les gérants faisaient attention à fournir au public des ouvrages musicaux bon marché dans diverses collections dites 《populaires》 en s'appuyant sur des techniques innovantes comme la zincographie et la photographie. 
Au décès de Selim Dufour et au décès brutal à 50 ans de Gemmy Brandus à trois mois l’un de l’autre, Louis Brandus reprend en 1873 la direction de l’affaire qui reprend le nom de Brandus et Cie.
En dépit de sa renommée et de son influence avec la Revue et Gazette Musicale, la société rencontre des difficultés financières constantes : à la mort de Gemmy Brandus en 1873, ses dettes atteignent plus d'un million de francs. Pour cette raison, ses enfants refusent l'héritage. 
En 1880, la revue est arrêtée et certains ouvrages du catalogue sont cédés mais cela ne permet pas de réduire suffisamment le poids de la dette.
En 1887, ruiné, Louis Brandus se suicide par empoisonnement.
À la mort de Louis Brandus, la maison est reprise par Philippe Maquet. En 1899, la maison Maquet a été reprise par C. Joubert & Cie, qui a perduré jusqu'en 1971. Joubert a été reprise par la société britannique Chappell & Co. (en) à cette date.